# The Association of Language Testers of Europe
Європейська асоціація екзаменаційних рад з іноземних мов ALTE (англ. The Association of Language Testers of Europe) — об'єднання провідних національних організацій, що займаються тестуванням на знання мови як іноземної.
Завданням ALTE є розробка єдиних стандартів тестування з однозначним розподілом компетенцій за рівнями володіння мовою, які розділені на 4 області: спільна мова, туризм, робота і навчання.
Організація ALTE була заснована в 1989 році Кембриджським університетом і Університетом Саламанки для приведення їх методик тестування до єдиного стандарту. Сьогодні стандарт має 6 рівнів і він ліг в основу CEFR.

## Члени асоціації
- Англійська мова
- Баскська мова
- Болгарська мова
- Угорська мова
- Галісійська мова
- Грецьку мову
- Данська мова
- Ірландська мова
- Іспанська мова
- Італійська мова
- Каталонська мова
- Латвійська мова
- Литовська мова
- Люксембурзька мова
- Німецька мова
- Нідерландська мова
- Норвезька мова
- Польська мова
- Португальська мова
- Словенська мова
- Фінська мова
- Валлійська мова
- Французька мова
- Чеська мова
- Шведська мова
- Есперанто
- Естонська мова